# 遠藤乙彦
遠藤 乙彦（えんどう おとひこ、1947年2月1日 - ）は、日本の政治家、外交官。グローバルビジネス戦略総合研究所代表取締役社長兼所長。
衆議院議員（6期）、通商産業政務次官、財務副大臣、公明党幹事長代理、公明党特別顧問（外交・安全保障担当）などを歴任。

## 経歴
- 1969年 - 慶應義塾大学経済学部卒業、外務省入省[1]。
- 1972年 - ケンブリッジ大学経済政治学部卒業。同時期、在イギリス大使館3等書記官を務める。
- 1980年 - インド大使館1等書記官に就任。
- 1982年 - 欧州共同体代表部1等書記官に就任。
- 1985年 - 情報調査局調査室長に就任。
- 1986年 - 外務省文化交流部文化第2課長に就任。
- 1989年 - 外務省を退職。
- 1990年
  - 2月 - 第39回衆議院議員総選挙に公明党公認で旧東京2区から出馬し初当選。以後連続して3回当選。
  - 11月 - 党国際局長、党政審副会長に就任。
- 1993年8月 - 通商産業政務次官に就任。
- 1994年12月 - 公明党分党により新進党結成に参加。党政権準備委員会情報通信担当に就任。
- 1996年11月 - 党総務副会長に就任。
- 1998年
  - 1月 - 新進党解党により新党平和結成に参加。党総務局長に就任。衆議院では建設委員長に就任。
  - 11月 - 公明党再結成に参加。党広報委員長、党基本政策委員長に就任。
- 2000年 - 第42回衆議院議員総選挙に公明党公認で東京4区から出馬。自公選挙協力により自民党が候補者を擁立しなかったものの、無所属の森田健作に敗れ比例復活もならず落選。
- 2003年 - 第43回衆議院議員総選挙に公明党公認で比例北関東ブロックから出馬し4選。
- 2006年
  - 1月 - 衆議院文部科学委員長に就任。
  - 10月 - 党幹事長代理に就任。
- 2007年 - 第1次安倍改造内閣で財務副大臣に就任。続く福田康夫内閣でも留任。
- 2012年
  - 11月 - 任期中に66歳を上回らないとする党内規の年齢制限を超えるため、任期限りでの引退を表明。
  - 12月 - 党特別顧問（外交・安全保障担当）に就任[2]。
- 2013年1月 - 株式会社グローバルビジネス戦略総合研究所を発足。代表取締役社長兼所長に就任。
- 2014年10月 - 党特別顧問を退任。

## 主張・活動

### 永住外国人地方参政権
- 永住外国人の地方参政権に賛成する[3]。

### 選択的夫婦別姓制度
- 選択的夫婦別姓制度導入に賛成する[4]。

### 日中関係
- 2001年8月29日、訪中した国会議員代表団の1人として、人民大会堂で全国人大常委会委員長李鵬と会見。「日中新世紀会は友好議員組織として今後も両国関係の発展に努力する」と述べた。
- 2005年8月4日、日中新世紀会の招待で国会議事堂見学に訪れた中国人観光団の来日を「日中関係の新たな発展を開くもの」と歓迎した。
- 2005年12月1日、日中新世紀会会長として中国において国務委員唐家璇と会談。「未来の日中関係を発展させるために貢献したい」との意向を示した。

## 役職歴

### 内閣
- 財務副大臣（第1次安倍改造内閣・福田康夫内閣）
- 通商産業政務次官（細川内閣）

### 衆議院
- 文部科学委員会委員長
- 建設委員会委員長

### 公明党
- 特別顧問（外交・安全保障担当）
- 中央幹事
- 幹事長代理
- 国際委員長
- 国会対策委員長代理
- 広報委員長
- 基本政策委員長
- 選挙対策本部事務副総長
- 総合企画室長
- 国際委員会顧問
- 外交安全保障調査会顧問
- 外交部会顧問

### その他
- 日中学生服飾文化交流協会名誉会長
- 日中新世紀会会長
- 日朝国交正常化推進議員連盟副会長
- グローバルビジネス戦略総合研究所代表取締役社長
- 国立追悼施設を考える会所属議員